# Sclerofillo
Con sclerofillo s'intende un tipo di vegetazione che ha foglie dure, coriacee e internodi (la distanza tra le foglie sul rametto) corti. La parola viene dal greco antico: σκληρός?, sklerós ("duro") e φύλλον, phýllon ("foglia"). Sebbene in generale le piante sclerofille siano anche sempreverdi, "sclerofillo" e "sempreverde" non sono sinonimi, ma sono piante che resistono in terreni semiaridi, le piante xerofite, e anche in posizioni soleggiate, le piante eliofile.
Le piante sclerofille occorrono in tutto il mondo ma sono più comuni in Australia e bacino del Mediterraneo, dal momento che sono particolarmente adatte a climi con siccità stagionale. Queste sono presenti anche nei boschi californiani, nel Matorral cileno e nella Provincia del Capo sudafricana. 
Alcuni esempi di piante tipiche sono: il leccio (Quercus ilex), il mirto (Myrtus communis), il corbezzolo (Arbutus unedo), l'olivastro (Olea europaea), l'alloro (Laurus nobilis), l'ilatro (Phillyrea latifolia), l'alaterno (Rhamnus alaternus), ecc...